# Roan (Norvegia)
Roan este o comună din provincia Sør-Trøndelag, Norvegia.